# Camaricus maugei
Camaricus maugei là một loài nhện trong họ Thomisidae.
Loài này thuộc chi Camaricus. Camaricus maugei được Charles Athanase Walckenaer miêu tả năm 1837.